# NGC 102
NGC 102는 고래자리 방향에 있는 렌즈형 은하다.